# Kungsörs församling
Kungsörs församling är en församling som utgör ett eget pastorat i Södra Västmanlands kontrakt i Västerås stift i Svenska kyrkan. Församlingen omfattar hela Kungsörs kommun i Västmanlands län och ligger i Södermanland och Västmanland.

## Administrativ historik
Församlingen bildades 2006 genom sammanslagning av Björskogs, Kung Karls, Kungs-Barkarö och Torpa församlingar.

## Kyrkor
- Björskogs kyrka
- Kung Karls kyrka
- Kungs-Barkarö kyrka
- Torpa kyrka